# Еріка Симон
Еріка Симон (нім. Erika Simon, нар.27 червня 1927, м. Людвігсхафен) — німецький археолог, дослідниця класичного мистецтва.

## Біографія
Народилася в місті Людвігсгафен-на-Рейні. Закінчила гімназію в Ашаффенбурзі.
У 1947—1952 роках вивчала класичну археологію, класичну філологію і німецьку літературу в у Гайдельберзькому університеті Рупрехта-Карла і Мюнхенському університеті. П'ять років потому викладала в університеті Майнца. У 1953—1958 рр. — доцент Інституту археології Університету Майнца.
До 1964 року вона викладала одночасно і в Майнці, і в Гейдельберзі, до призначення в професори класичної археології в Вюрцбурзькому університеті (з 1964 р.), а 1994 року вийшла на пенсію.
Дослідження Еріки Симон стосувались античних статуй грецьких та римських богів, знахідок побуту, розписаних ваз, малюнків та інших артефактів; серед найвідоміших — статуя Августа Прімапорта та Вівтаря миру.
Еріка Симон — постійний член Німецького археологічного інституту, член Гайдельберзької академії наук (з 1978 року) і почесний член багатьох наукових товариств та організацій (у тому числі Товариства зі сприяння елліністичним дослідженням у Лондоні). Їй надано звання почесного доктора Університету Аристотеля в Салоніках і Національно університету імені Каподистрії в Афінах (2006).
За свій внесок у науку Еріка Симон удостоєна численних нагород, зокрема нагороджена Баварським орденом «За заслуги» та орденом «За заслуги перед Федеративною Республікою Німеччина».

## Монографії
- (нім.)Opfernde Götter, Berlin, Mann 1953
- (нім.)Die Fürstenbilder von Boscoreale. Ein Beitrag zur hellenistischen Wandmalerei. Baden-Baden, Grimm 1954. (Deutsche Beitraege zur Altertumswissenschaft 7)
- (нім.)Die Portlandvase. Mainz, Verlag des Römisch-Germanischen Zentralmuseums 1957.
- (нім.)Die Geburt der Aphrodite, Berlin, de Gruyter 1959.
- (нім.)Der Augustus von Prima Porta. Bremen, Dorn 1959. (Opus nobile 13)
- (нім.)(mit Roland Hampe): Griechisches Leben im Spiegel der Kunst, Mainz, Zabern 1959.
- (нім.)(mit Roland Hampe): Griechische Sagen in der frühen etruskischen Zeit, Mainz, Zabern 1964.
- (нім.)(mit Reinhard Herbig): Götter und Dämonen der Etrusker. 2. [veränd. Aufl.]. Mainz, 1965.
- (нім.)Ara Pacis Augustae. Tübingen, Wasmuth 1967. (Monumenta artis antiquae 1)
- (нім.)Die Götter der Griechen, München, Hirmer 1969. 4., neu bearb. Aufl. München 1998. ISBN 3-7774-7680-3
- (нім.)Das antike Theater, Heidelberg, Kerle 1972. 2., verb. u. erw. Aufl.. Freiburg, Ploetz 1981. ISBN 3-87640-264-6
- (нім.)(Hrsg.): Führer durch die Antikenabteilung des Martin-von-Wagner-Museums der Universität Würzburg, Mainz, Verlag Philipp von Zabern 1975.
- (нім.)Die griechischen Vasen. München, Hirmer 1976. 2., durchges. Aufl. München 1981. ISBN 3-7774-3310-1
- (англ.)The Kurashiki Ninagawa Museum. Greek, Etruscan, and Roman antiquities. Mainz, Zabern 1982. ISBN 3-8053-0625-3
- (англ.)Festivals of Attica. An archaeological commentary. Madison, Wis., University of Wisconsin Press 1983.(Wisconsin studies in classics) ISBN 0-299-09180-5
- (нім.)Die konstantinischen Deckengemälde in Trier. Mainz, Zabern 1986.(Trierer Beiträge zur Altertumskunde 3; Kulturgeschichte der antiken Welt 34) ISBN 3-8053-0903-1
- (нім.)Augustus. Kunst und Leben in Rom um die Zeitenwende. München, Hirmer, 1986. ISBN 3-7774-4220-8
- (нім.)Eirene und Pax. Friedensgöttinnen in der Antike. Stuttgart, Steiner 1988. (Sitzungsberichte der Wissenschaftlichen Gesellschaft an der Johann Wolfgang Goethe-Universität Frankfurt am Main Bd. 24, Nr. 3) ISBN 3-515-05181-3
- (нім.)Menander in Centuripe. Stuttgart, Steiner 1989. (Sitzungsberichte der Wissenschaftlichen Gesellschaft an der Johann-Wolfgang-Goethe-Universität Frankfurt am Main ; Bd. 25, Nr. 2) ISBN 3-515-05429-4
- (нім.)Die Götter der Römer. München, Hirmer 1990. ISBN 3-7774-5310-2. 2. Aufl. München, Hirmer 1998. ISBN 3-7774-7770-2
- (нім.)Aias von Salamis als mythische Persönlichkeit. Stuttgart, Steiner 2003. (Sitzungsberichte der Wissenschaftlichen Gesellschaft an der Johann-Wolfgang-Goethe-Universität Frankfurt am Main Bd. 41, Nr. 1) ISBN 3-515-08347-2